# Commonwealth d'Anglaterra
|  | Aquest article tracta sobre la Commonwealth d'Anglaterra. Vegeu-ne altres significats a «Commonwealth». |

La Commonwealth d'Anglaterra fou un estat republicà que existí a les Illes Britàniques entre el 1649 i el 1660, va succeir i va ser succeït pel Regne d'Anglaterra, el Regne d'Irlanda i el Regne d'Escòcia.
Després que es produís el regicidi de Carles I el 30 de gener de 1649 a conseqüència de la Guerra Civil anglesa, el Parlament anglès declarà la instauració d'aquest sistema de govern republicà el 19 de maig de 1649. El govern format entre 1653 i 1659 s'anomenà Protectorat, i va adoptar la forma de govern personal i directa per part d'Oliver Cromwell, i després de la seva mort pel seu fill Richard Cromwell.
El terme Commonwealth és, no obstant això, utilitzat per a descriure el sistema de govern utilitzat conjuntament entre 1649 i 1660.

## Interregne anglès
L'Interregne anglès fou el període de govern després de la Guerra Civil anglesa, comprés entre el regicidi de Carles I el 1649 i la restauració monàrquica de Carles II el 1660.
Aquest període es pot dividir en quatre etapes: 
1. 1649 a 1653: el primer període de la Commonwealth d'Anglaterra
2. 1653 a 1659: protectorat sota Oliver Cromwell
3. 1659: protectorat sota Richard Cromwell
4. 1659 a 1660: el segon període de la Commonwealth d'Anglaterra

Oliver Cromwell era un terratinent acomodat, la seva família va comprar terres a l'Església i a més la seva àvia era una noble veneciana molt rica. Cromwell era un fervent purità i un home enèrgic. Una vegada formada la Commonwealth l'any 1649 aquest sistema acabà sent autoritari, on fou anomenat lord protector amb caràcter vitalici, per molts historiadors un tracte que pot ser considerat de rei republicà.

## Etapes de laCommonwealth

Bandera de la Commonwealth entre 1651 i 1653

Cromwell, com que tenia un exèrcit de 30.000 soldats, necessitava liquiditat, i va decidir imposar uns imposts regulars, cosa que no va agradar a la població. Va intentar controlar l'administració territorial deixant de costat els gentry i va dividir el país en 11 demarcacions governades cadascuna per un general. El que volia Cromwell és que les antigues oligarquies col·laboressin amb els generals; aquest govern, però, no va ser gaire eficaç, ja que els van fer boicot. Cromwell tenia desconfiança de la burgesia i dels gentry, i no rebrà mai el suport dels diggers i els levellers que, tot i ser part activa durant la revolució, van ser desplaçats del poder.

### El Parlament Romanent (1648-1652)
Cromwell desembarcà a Dublín el 15 d'agost de 1649 després de la batalla de Rathmines amb un exèrcit per sufocar l'aliança reialista. i inicià una forta repressió contra els catòlics irlandesos, sent especialment significativa la batalla de Drogkbeda, i el 1653 les últimes tropes confederades i reialistes irlandeses es van rendir. Arran de la conquesta, els vencedors van confiscar gairebé totes les terres de propietat catòlica irlandesa i les van distribuir als creditors del Parlament, als soldats parlamentaris que servien a Irlanda i als anglesos que s'hi havien establert abans de la guerra, i la població desplaçada va ser duta a terres més pobres. Els catòlics tenien en aquell moment el 65% dels terres d'Irlanda, però amb la política de Cromwell van passar a tenir-ne un 20%.
El 1649 els reialistes estaven desorganitzats a Escòcia i després de la derrota del marquès de Montrose a la batalla de Carbisdale el 27 d'abril de 1650 fou condemnat a mort i penjat l'endemà. Carles II va desembarcar a Morayshire el 23 de juny de 1650 i va signar el Pacte Nacional de 1638 i la Lliga i Pacte Solemnes de 1643 poc després de desembarcar. i Cromwell va deixar alguns dels seus tinents a Irlanda per continuar la repressió dels reialistes irlandesos i va tornar a Anglaterra, arribant a Escòcia el 22 de juliol i assetjant Edimburg. va derrotar en la batalla de Dunbar el 3 de setembre. L'exèrcit de Cromwell va prendre Edimburg, i a finals d'any el seu exèrcit havia ocupat gran part del sud d'Escòcia. Cromwell va combatre els darrers partidaris reialistes i definitivament va vèncer Carles II a la batalla de Worcester el 3 de setembre de 1651 i aquest va haver de fugir a França.

#### La venda de la col·lecció d'art de Carles I
Una de les primeres decisions que el nou règim va dur a terme fou la venda de la col·lecció d'art de Carles I, atès que necessitava recursos per bastir l'armada i també pagar els deutes pendents als proveïdors de la casa reial. Addicionalment, venent el patrimoni reial, especialment aquells objectes més íntimament associats a  la reialesa, es desproveïa a aquesta d'atributs de poder.

### El protectorat (1652-1659)

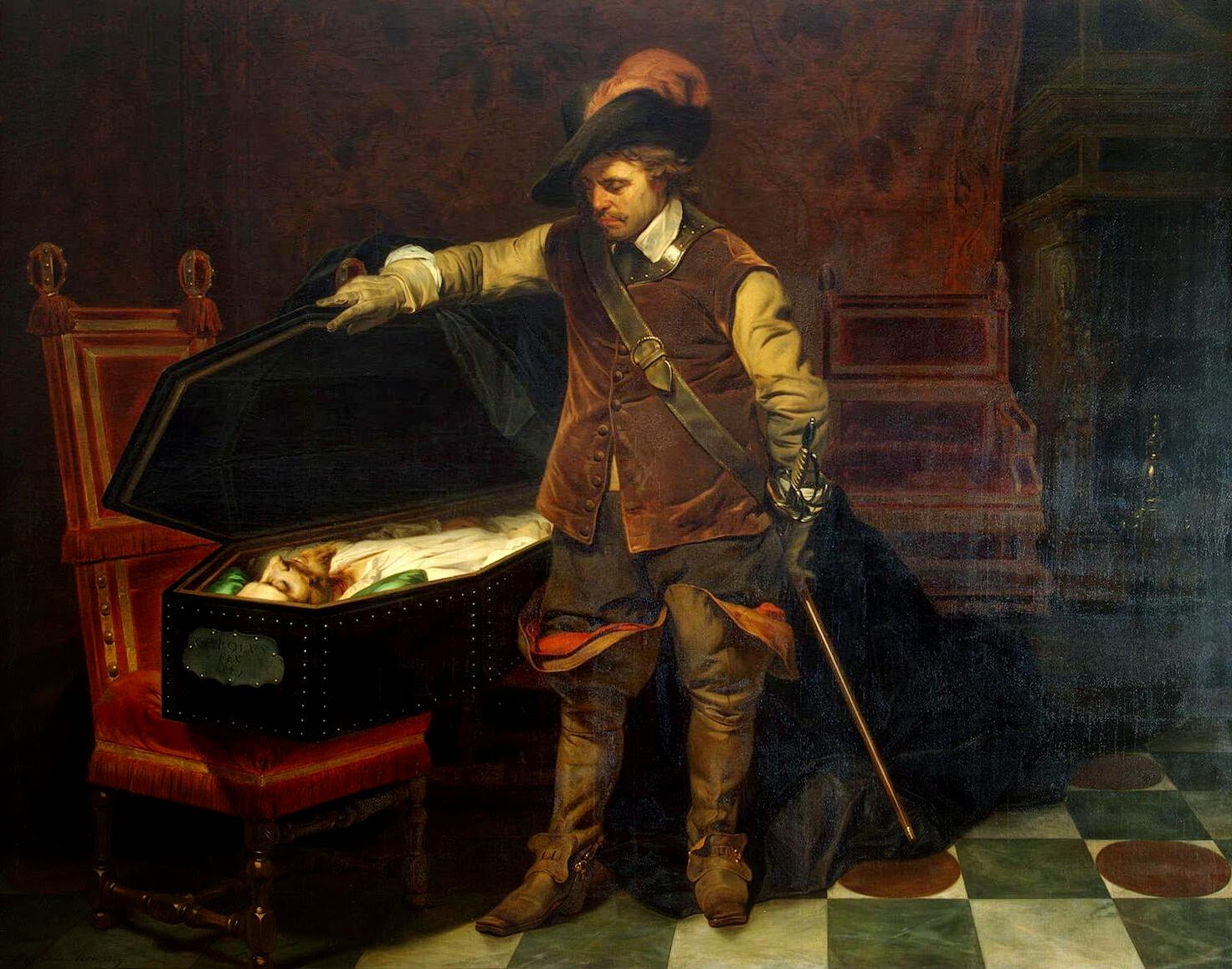
Oliver Cromwell davant el cadàver de Carles I, de Paul Delaroche

El govern format entre 1653 i 1659 s'anomenà protectorat i va prendre la forma d'una dictadura d'Oliver Cromwell mitjançant el seu nomenament com a lord protector. A la mort de Cromwell l'any 1659 el seu fill Richard Cromwell el succeí.
El Parlament dels Barebons (1653)
En aquesta etapa, que durà tres mesos de l'any 1653, Cromwell realitzà diverses reformes i millores legislatives:
- Depuració del Parlament.
- Humanització de la societat i les lleis.
- Abolició de la presó per deutes a canvi de pagar multes.
- Abolició de la llei de la crema de bruixes.
- Reconeixement del matrimoni civil.
- Foment de l'alfabetització.

L'última cosa que va intentar va ser l'abolició dels delmes, però l'exèrcit va entrar al Parlament i el va dissoldre. Els barebons signaran una espècie de constitució amb l'ajuda de Cromwell, on es triarà un lloctinent i el Parlament serà triennal, és a dir, cada tres anys es triaran als seus representants.
Cromwell tenia una bona capacitat de comandament i va realitzar una política exterior molt bona per tal d'afavorir els interessos dels comerciants. Entre 1652 i 1654 va tenir una primera guerra contra la República de les Set Províncies Unides provocada per les actes de Navegació, unes lleis mercantilistes amb què Cromwell volia arravatar a Holanda l'hegemonia comercial fent que tot el que es comprés havia d'anar amb vaixells anglesos o amb vaixells del país d'origen dels productes sense utilitzar els holandesos. Els productes estrella d'Anglaterra eren en aquells moments els teixits, n'esdevingué una gran potència exportadora. En el govern de Cromwell es colonitzà Jamaica, i esdevingué un dels principals punts d'escala dels contrabandistes anglesos.

### SegonaCommonwealth(1659–1660)
A la mort d'Oliver Cromwell el 1658 el seu fill Richard fou nomenat lord protector i intentà conduir d'igual manera el govern com havia fet el seu pare. Als set mesos d'estar en el poder, i incapaç de conduir el govern de manera estable, fou destituït per part del Parlament, i reinstaurà el Parlament Romanent.
El 4 d'abril de 1660 Carles II va emetre la declaració de Breda, per la qual acceptava la seva reinstauració en el poder. El general George Monck, figura clau en aquesta restauració, implantà la Convenció parlamentària monàrquica, que es va reunir el 25 d'abril. El 8 de maig Carles II fou proclamat rei d'Anglaterra legítim des de l'execució del seu pare Carles I, retornà de l'exili el 23 de maig i entrà a Londres el 29 de maig del mateix any.